# USS Barbet (AMc-38)
USS Barbet (AMc-38) – trałowiec typu Accentor. Pełnił służbę w United States Navy w czasie II wojny światowej.
Jego stępkę położono w 31 stycznia 1941. Zwodowano go 24 lipca 1941. Wszedł do służby 29 września 1941.
W czasie wojny pełnił służbę na Atlantyku w pobliżu wschodniego wybrzeża USA oraz na Pacyfiku.
Wycofany ze służby 8 lutego 1946. Skreślony z listy jednostek floty 26 lutego 1946. Sprzedany 13 sierpnia 1947.